# Euglossa perpulchra
Euglossa perpulchra là một loài Hymenoptera trong họ Apidae. Loài này được Moure & Schlindwein mô tả khoa học năm 2002.

## Hình ảnh

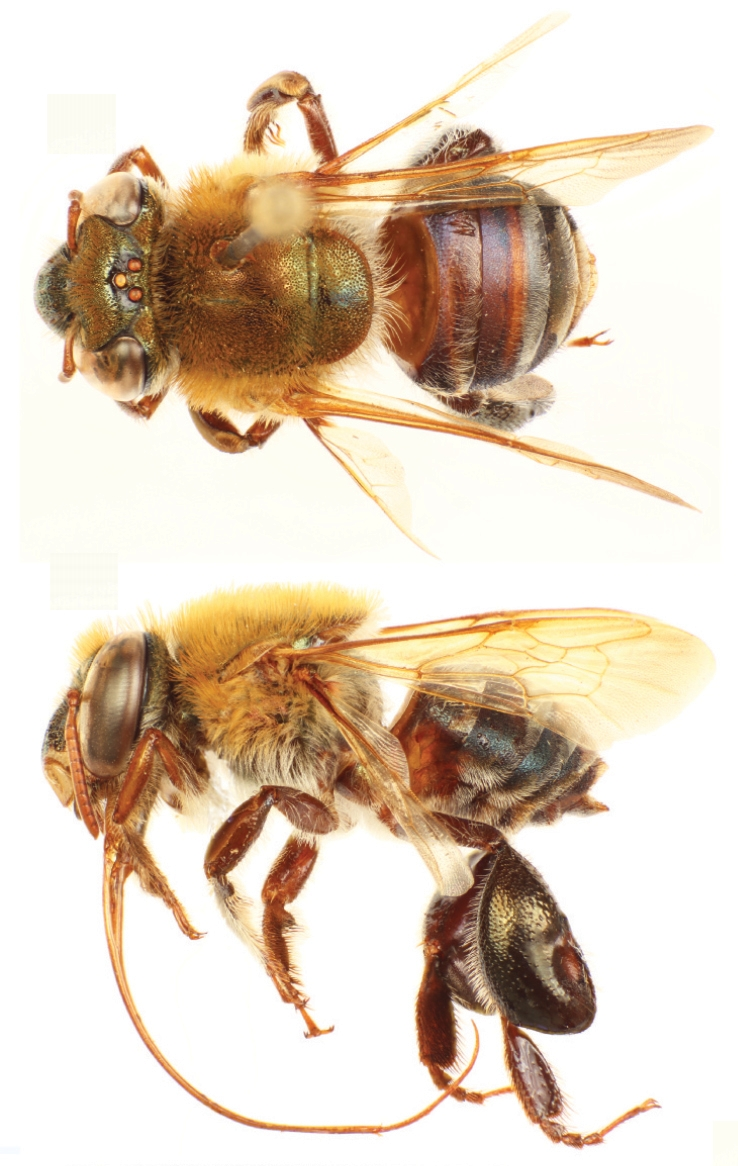